# Cissa (genre)
Pour les articles homonymes, voir Cissa.
Genre
Cissa est un genre de passereaux qui regroupe quatre espèces appartenant à la famille des Corvidae.

## Liste des espèces
D'après la classification de référence (version 2.11, 2012) du Congrès ornithologique international (ordre phylogénique) :
- Cissa chinensis – Pirolle verte
- Cissa hypoleuca – Pirolle à ventre jaune
- Cissa thalassina – Pirolle à queue courte
- Cissa jefferyi – Pirolle de Bornéo